# Emilia Nilsson Garip
Emilia Aysun Ingegerd Nilsson Garip, född 21 april 2003, är en svensk mästare i simhopp. Hon tävlar för Malmö Kappsimningsklubb. Hon studerar även Samhällsvetenskapsprogrammet på Malmö idrottsgymnasium. Nilsson Garip tog två guld vid svenska mästerskapet i simhopp 2020. Året därpå deltog hon i europamästerskapet i simhopp 2021 där hon slutade på en femteplats, och i juni 2021 tog hon två guld vid junioreuropamästerskapet i simhopp i Rijeka.
Vid EM 2024 i Belgrad tog Nilsson Garip brons i enmeterssvikten samt silver i mixat parhopp i tremeterssvikten tillsammans med Elias Petersen.